# Texline
Texline – miasto w Stanach Zjednoczonych, w stanie Teksas, w hrabstwie Dallam.